# Villerouge-Termenès
Villerouge-Termenès [vilʁuʒ tɛʁmənɛs]  (en occitan, Vilaroja de Termenés) est une commune française située dans le centre du département de l'Aude, en région Occitanie.
Sur le plan historique et culturel, la commune fait partie du massif des Corbières, un chaos calcaire formant la transition entre le Massif central et les Pyrénées.
Exposée à un climat méditerranéen, la commune est drainée à l’ouest par le Libre, qui rejoint l’Orbieu au niveau de la commune de Saint-Martin-des-Puits, et par plusieurs petits ruisseaux dont le ruisseau du Bac du Four (alimenté par les fortes pluies sur le massif de Font Fouillère) et le ruisseau de Gournel (alimenté par les fortes pluies sur les massifs du Pech Touliza et de la Mole) qui viennent rencontrer le ruisseau des Ioules au niveau du gué où se trouve la chapelle Notre Dame.
Le Loup, nom donné au ruisseau traversant le village, est l’aboutissement du ruisseau des Ioules. Aucune source n’alimente ce ruisseau. Il n’a d’existence qu’après une demi-journée de pluie soutenue. Né dans les schistes des Ioules, il trouve les calcaires à l’entrée du village où une petite cascade de quelques mètres a reçu le nom de Saut du Loup. Ce ruisseau virtuel, lorsqu’il devient réel, est capable d’inonder les maisons situées le long de l’ancien rempart.
La commune possède un patrimoine naturel remarquable : deux sites Natura 2000 (les « Corbières orientales » et les « Corbières occidentales ») et trois zones naturelles d'intérêt écologique, faunistique et floristique.
Villerouge-Termenès est une commune rurale qui compte 164 habitants en 2024 (158 habitants en 2022), après avoir connu un pic de population de 420 habitants en 1836. Ses habitants sont appelés les Villerougeois et Villerougeoises.
Le patrimoine architectural de la commune comprend quatre immeubles protégés au titre des monuments historiques : l'église Saint-Étienne, classée en 1913, la Maison Azalbert, inscrite en 1952, le château de Villerouge-Termenès, classé en 1976, et le Socle de croix, inscrit en 1926.

## Géographie

### Localisation
La commune des Corbières est située au pied du mont Tauch sur le terroir Corbières (AOC), à environ 47 kilomètres au sud-est de Carcassonne.

### Communes limitrophes
Les communes limitrophes sont  Félines-Termenès, Palairac, Saint-Pierre-des-Champs, Talairan et Termes.
| Saint-Martin-des-Puits (par un quadripoint) | Saint-Pierre-des-Champs | Talairan                                  |
| Termes                                      | Villerouge-Termenès     |                                           |
|                                             | Félines-Termenès        | Quintillan (par un quadripoint), Palairac |

### Voies de communication et transports

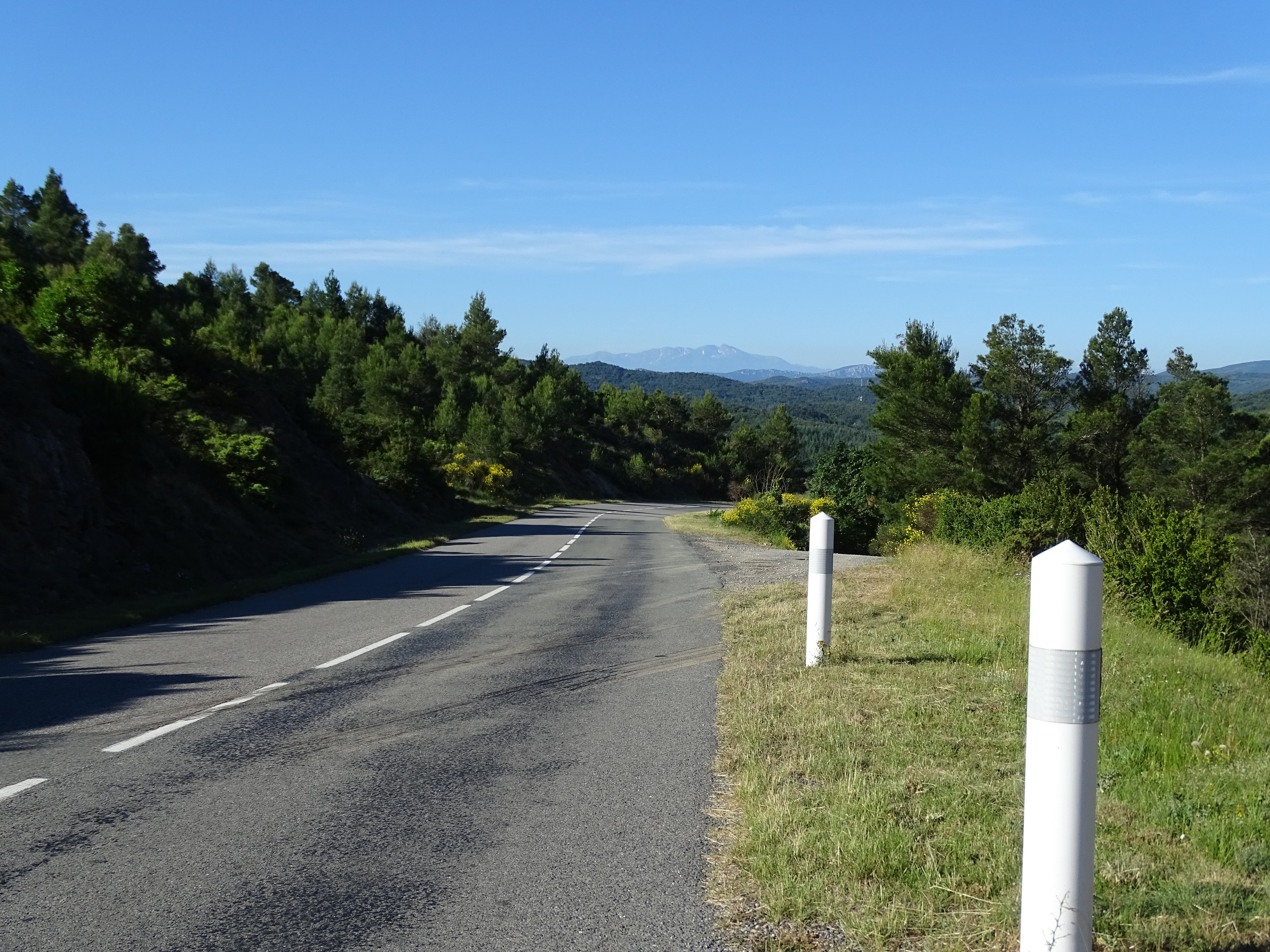
La D 613 au col de Villerouge, en direction de Villerouge-Termenès

L'accès principal est par l'ancienne route nationale 613. Le col de Villerouge (404 m) se trouve sur cette voie en direction de Talairan.

### Géologie et relief
La commune est classée en zone de sismicité 2, correspondant à une sismicité faible.

### Hydrographie
La commune est dans la région hydrographique « Côtiers méditerranéens », au sein du bassin hydrographique Rhône-Méditerranée-Corse. Elle est drainée par le Libre, le ruisseau du Rémouly, le ruisseau de Cayrote, le ruisseau de Rouanel, le ruisseau du Bac du Four, le ruisseau de Gournel, le ruisseau de la Garrigue, le ruisseau de Menou, le ruisseau de Roche Grise, le ruisseau des Olivières et le ruisseau des Youies, qui constituent un réseau hydrographique de 19 km de longueur totale,.
Le Libre, d'une longueur totale de 14,8 km, prend sa source dans la commune de Palairac et s'écoule vers le nord. Il traverse la commune et se jette dans l'Orbieu à Saint-Martin-des-Puits, après avoir traversé 6 communes.
Le ruisseau du Rémouly, d'une longueur totale de 16,8 km, prend sa source dans la commune de Palairac et s'écoule vers le nord. Il traverse la commune et se jette dans la Nielle à Saint-Laurent-de-la-Cabrerisse, après avoir traversé 4 communes.

### Climat
Pour des articles plus généraux, voir Climat de l'Occitanie et Climat de l'Aude.
En 2010, le climat de la commune est de type climat méditerranéen franc, selon une étude s'appuyant sur une série de données couvrant la période 1971-2000. En 2020, Météo-France publie une typologie des climats de la France métropolitaine dans laquelle la commune est exposée à un climat méditerranéen et est dans la région climatique Provence, Languedoc-Roussillon, caractérisée par une pluviométrie faible en été, un très bon ensoleillement (2 600 h/an), un été chaud (21,5 °C), un air très sec en été, sec en toutes saisons, des vents forts (fréquence de 40 à 50 % de vents > 5 m/s) et peu de brouillards.
Pour la période 1971-2000, la température annuelle moyenne est de 13,9 °C, avec une amplitude thermique annuelle de 15,7 °C. Le cumul annuel moyen de précipitations est de 819 mm, avec 8,2 jours de précipitations en janvier et 3,8 jours en juillet. Pour la période 1991-2020, la température moyenne annuelle observée sur la station météorologique la plus proche, située sur la commune de Lagrasse à 9 km à vol d'oiseau, est de 14,1 °C et le cumul annuel moyen de précipitations est de 713,1 mm,. Pour l'avenir, les paramètres climatiques de la commune estimés pour 2050 selon différents scénarios d'émission de gaz à effet de serre sont consultables sur un site dédié publié par Météo-France en novembre 2022.

### Milieux naturels et biodiversité

#### Réseau Natura 2000

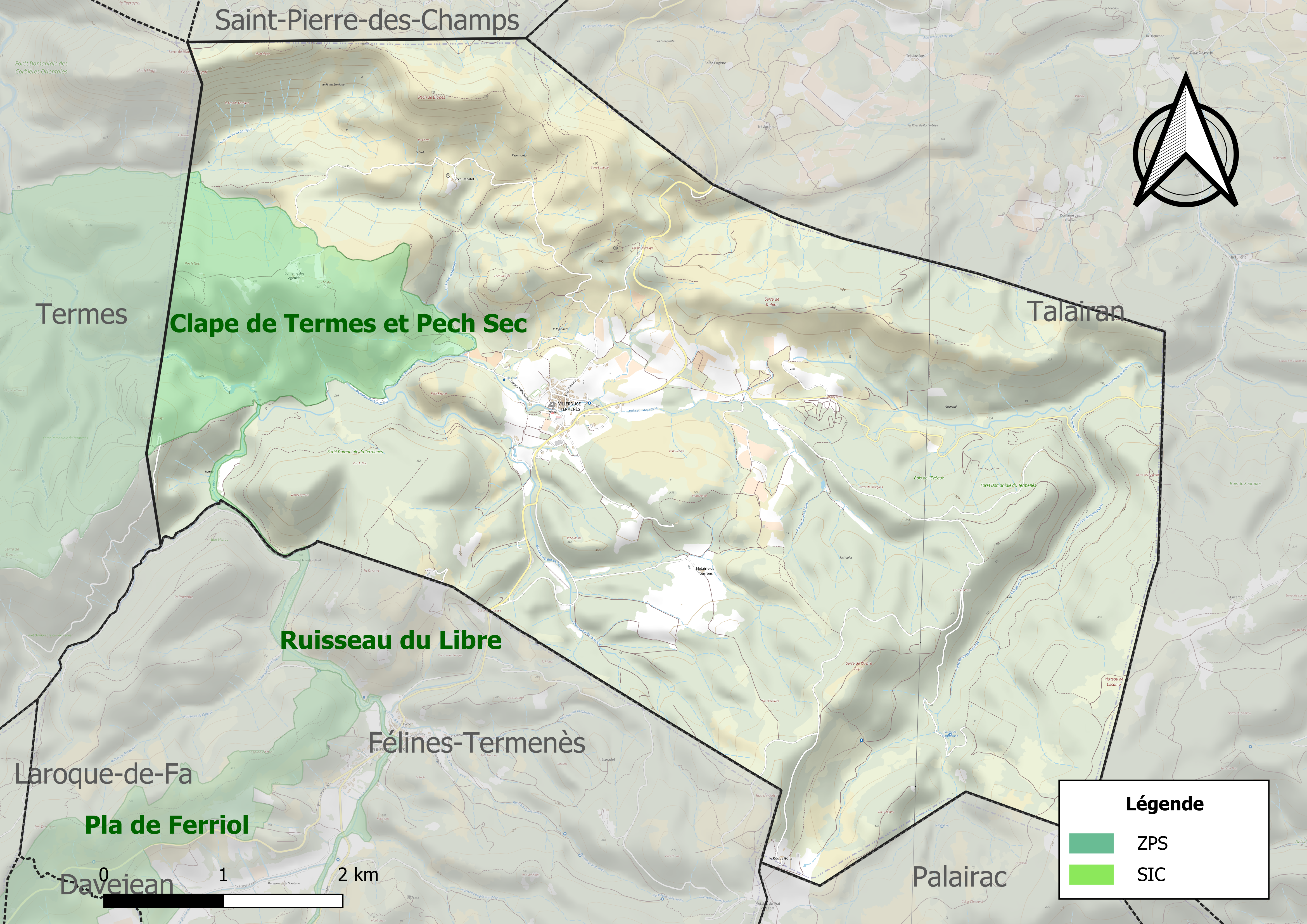
Sites Natura 2000 sur le territoire communal.

Le réseau Natura 2000 est un réseau écologique européen de sites naturels d'intérêt écologique élaboré à partir des directives habitats et oiseaux, constitué de zones spéciales de conservation (ZSC) et de zones de protection spéciale (ZPS).
Deux sites Natura 2000 ont été définis sur la commune au titre de la directive oiseaux (https://inpn.mnhn.fr/) :
- les « Corbières orientales », d'une superficie de 25 371 ha, correspondant à la partie la plus orientale du massif des Corbières audoises. Ce site inclut, dans sa partie la plus orientale, le couloir de migration majeur du littoral languedocien, d'où la présence régulière d'espèces en étape migratoire[16] ;
- les « Corbières occidentales », d'une superficie de 22 912 ha, présentant des milieux propices à la nidification des espèces rupicoles : des couples d'Aigles royaux occupent partagent l'espace avec des espèces aussi significatives que le Faucon pèlerin, le Grand-duc d'Europe ou le Circaète Jean-le-Blanc[17].

La gestion des sites Natura 2000 repose sur une gestion minimale, organisée par un document d'objectifs, mise en oeuvre par des contrats et impliquant une surveillance des changements des activités dont elles sont les supports, par le biais d'une évaluation des incidences. Organiquement elle est assurée par un comité ad hoc. Ce comité de pilotage, qui peut être commun à plusieurs sites, est présidé par le préfet. Il comprend des représentants des collectivités locales et des propriétaires et exploitants de ces sites. Sa composition définie par le préfet, peut être complétée par d'autres acteurs, dont les représentants d'associations de la nature. Le document d'objectifs comprend une description du site et des activités humaines dont il est le support. Il doit énoncer les objectifs de gestion "de développement durable" du site. Il est précisé que la "sauvegarde" des activités humaines sur le site doit être assurée. Il doit ensuite contenir deux types d'énoncés différents:
- les propositions de mesures visant à ce que les objectifs soient satisfaits
- les cahiers des charges des contrats Natura 2000

La mise en oeuvre de ce document d'objectifs peut passer par la conclusion de "chartes".
Quant à l'évaluation des incidences, elle porte sur:
- les projets et travaux et les programmes portant sur le site s'ils sont soumis à une autorisation administrative au titre des dispositions du Code de l'environnement sur l'eau
- les réserves naturelles s'ils sont soumis à l'exigence d'une étude ou d'une notice d'impact ou s'ils sont soumis à un autre type d'autorisation et figurent sur une liste que peut dresser le préfet en fonction des caractéristiques "écologiques" du site et des espèces qu'il abrite
- les programmes, projets et travaux qui, quoique ne portant pas sur le site, le concernent parce qu'ils sont susceptibles de l'affecter "de façon notable"

Le sérieux du dispositif dépend du contenu de cette évaluation qui se fait par le biais d'un dossier d'incidences.

#### Zones naturelles d'intérêt écologique, faunistique et floristique
L’inventaire des zones naturelles d'intérêt écologique, faunistique et floristique (ZNIEFF) a pour objectif de réaliser une couverture des zones les plus intéressantes sur le plan écologique, essentiellement dans la perspective d’améliorer la connaissance du patrimoine naturel national et de fournir aux différents décideurs un outil d’aide à la prise en compte de l’environnement dans l’aménagement du territoire. La méthodologie de l'inventaire repose sur la recherche d'une identification des ensembles les plus riches en faune et en flore.
La ZNIEFF de type 1 est une zone homogène d'intérêt remarquable notamment en raison de la présence d'espèces rares ou menacées, caractéristiques ou indicatrices, qui nécessitent des mesures de protection renforcées.
La ZNIEFF de type 2 est une zone dans laquelle toute modification des conditions écologiques doit être évitée et leur exploitation éventuelle doit être limitée.
Deux ZNIEFF de type 1 sont recensées sur la commune :
la « clape de Termes et pech Sec » (536 ha), couvrant 2 communes du département, et
le « ruisseau du Libre » (27 ha), couvrant 3 communes du département
et une ZNIEFF de type 2, :
les « Corbières centrales » (68 810 ha), couvrant 56 communes dont 54 dans l'Aude et 2 dans les Pyrénées-Orientales.

Carte de la ZNIEFF de type 2 à Villerouge-Termenès.
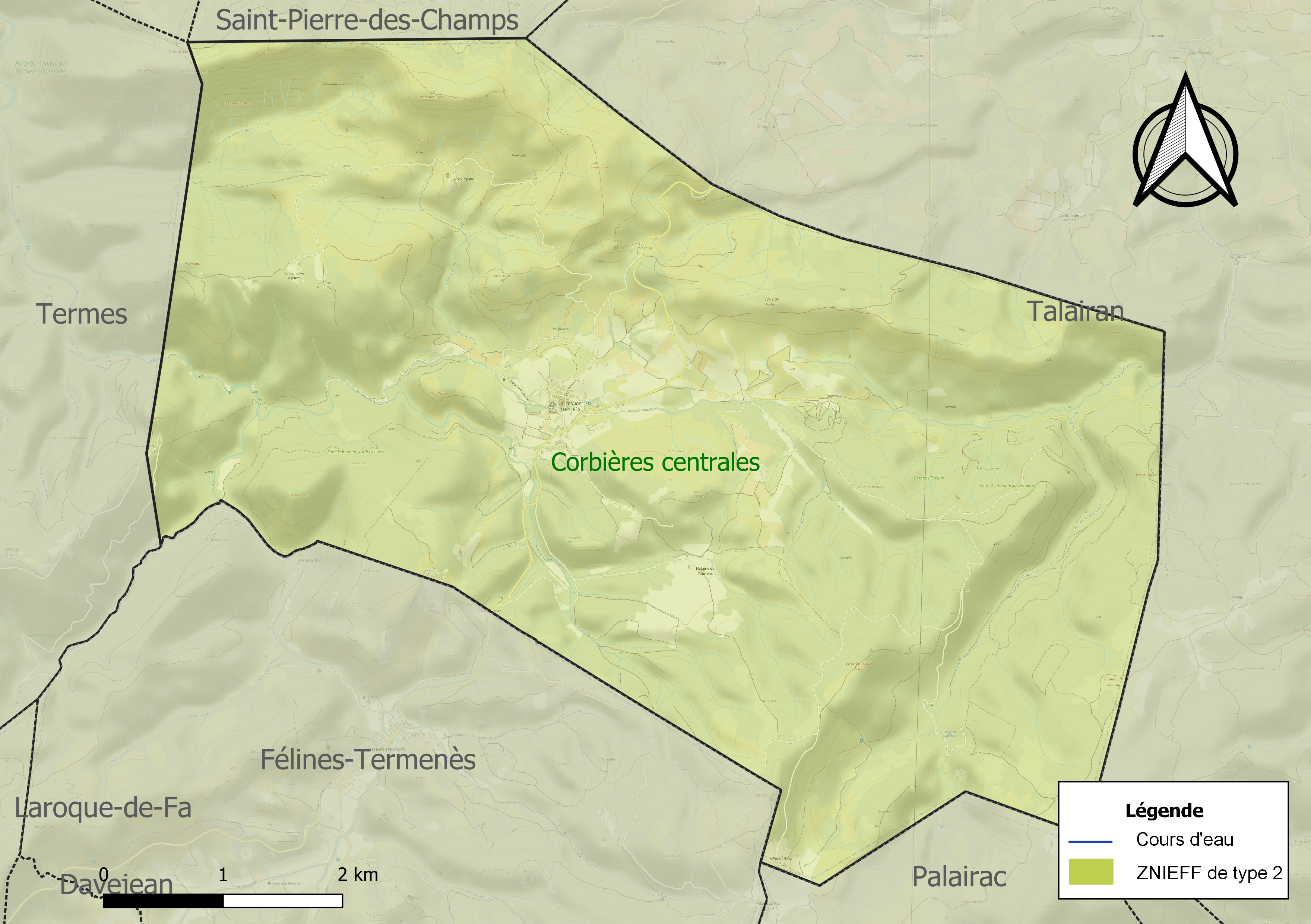
Carte de la ZNIEFF de type 2 sur la commune.

## Urbanisme

### Typologie
Au 1er janvier 2024, Villerouge-Termenès est catégorisée commune rurale à habitat dispersé, selon la nouvelle grille communale de densité à 7 niveaux définie par l'Insee en 2022.
Elle est située hors unité urbaine et hors attraction des villes,.

### Occupation des sols
L'occupation des sols de la commune, telle qu'elle ressort de la base de données européenne d’occupation biophysique des sols Corine Land Cover (CLC), est marquée par l'importance des forêts et milieux semi-naturels (84,9 % en 2018), une proportion identique à celle de 1990 (84,9 %). La répartition détaillée en 2018 est la suivante :
milieux à végétation arbustive et/ou herbacée (49,1 %), forêts (35,7 %), zones agricoles hétérogènes (10,3 %), cultures permanentes (2,7 %), prairies (2,1 %). L'évolution de l’occupation des sols de la commune et de ses infrastructures peut être observée sur les différentes représentations cartographiques du territoire : la carte de Cassini (XVIIIe siècle), la carte d'état-major (1820-1866) et les cartes ou photos aériennes de l'IGN pour la période actuelle (1950 à aujourd'hui).

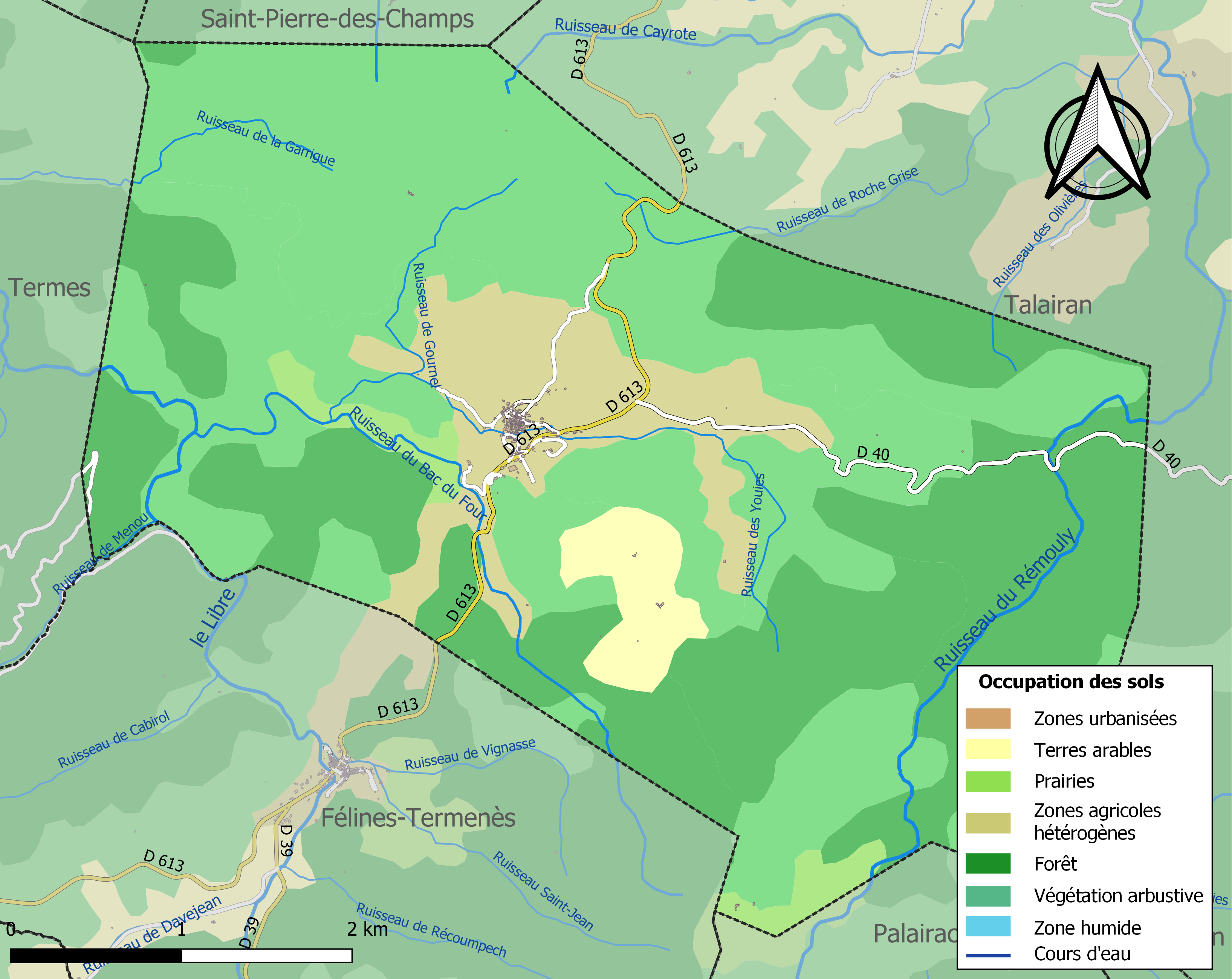
Carte des infrastructures et de l'occupation des sols de la commune en 2018 (CLC).

### Logement
En 2013, le nombre total de logements dans la commune était de 137.
Parmi ces logements, 56,9 % étaient des résidences principales, 40,9 % des résidences secondaires et 2,2 % des logements vacants.
La part des ménages propriétaires de leur résidence principale s’élevait à 67,9 %.

### Risques majeurs
Le territoire de la commune de Villerouge-Termenès est vulnérable à différents aléas naturels : météorologiques (tempête, orage, neige, grand froid, canicule ou sécheresse), inondations, feux de forêts et séisme (sismicité faible). Il est également exposé à un risque particulier : le risque de radon. Un site publié par le BRGM permet d'évaluer simplement et rapidement les risques d'un bien localisé soit par son adresse soit par le numéro de sa parcelle.

#### Risques naturels
Certaines parties du territoire communal sont susceptibles d’être affectées par le risque d’inondation par débordement de cours d'eau, notamment le ruisseau de Glandes. La commune a été reconnue en état de catastrophe naturelle au titre des dommages causés par les inondations et coulées de boue survenues en 1982, 1987, 1992, 1995, 1996, 1999, 2005, 2009 et 2018,.

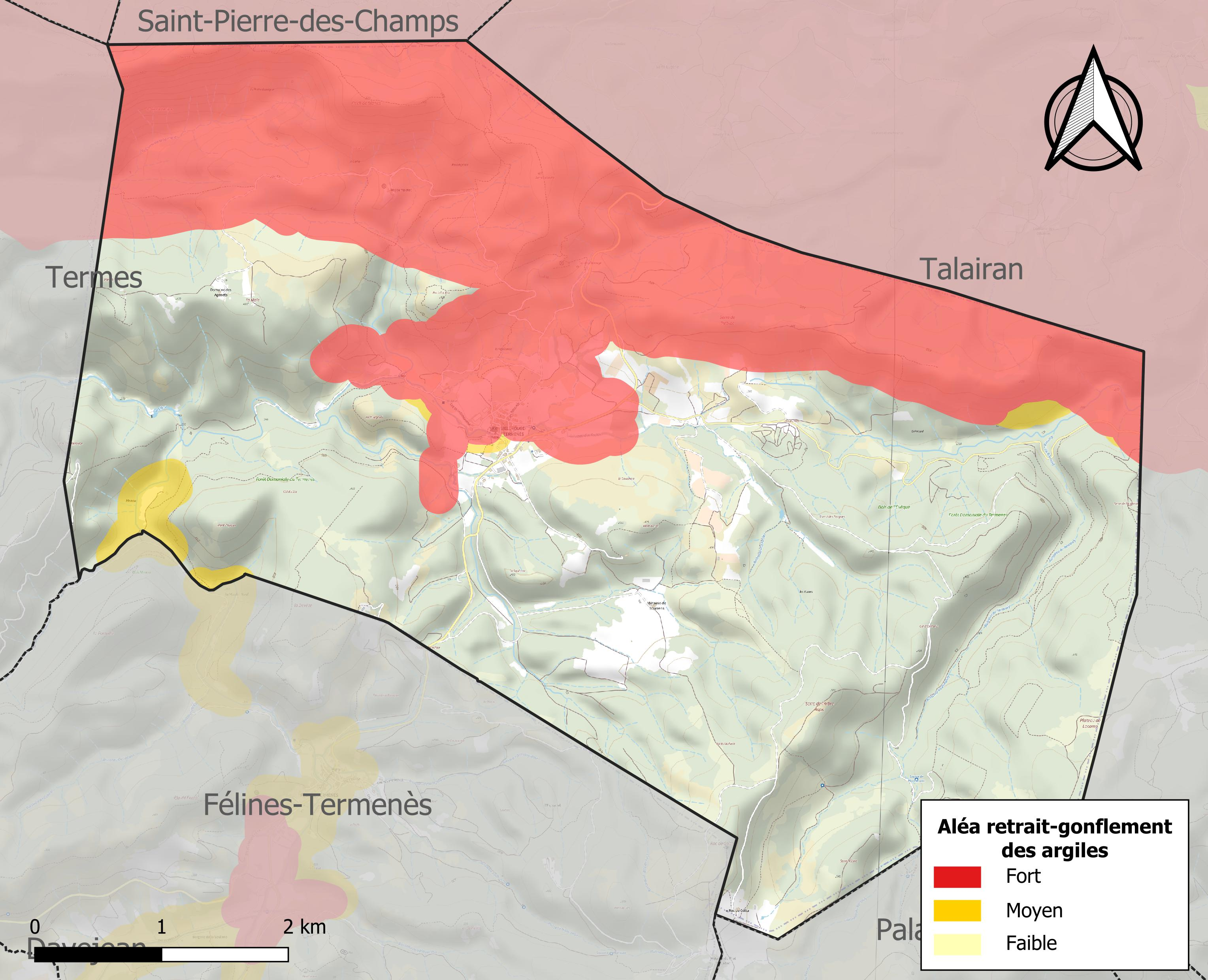
Carte des zones d'aléa retrait-gonflement des sols argileux de Villerouge-Termenès.

Le retrait-gonflement des sols argileux est susceptible d'engendrer des dommages importants aux bâtiments en cas d’alternance de périodes de sécheresse et de pluie. 35,2 % de la superficie communale est en aléa moyen ou fort (75,2 % au niveau départemental et 48,5 % au niveau national). Sur les 141 bâtiments dénombrés sur la commune en 2019, 116 sont en aléa moyen ou fort, soit 82 %, à comparer aux 94 % au niveau départemental et 54 % au niveau national. Une cartographie de l'exposition du territoire national au retrait gonflement des sols argileux est disponible sur le site du BRGM,.

#### Risque particulier
Dans plusieurs parties du territoire national, le radon, accumulé dans certains logements ou autres locaux, peut constituer une source significative d’exposition de la population aux rayonnements ionisants. Certaines communes du département sont concernées par le risque radon à un niveau plus ou moins élevé. Selon la classification de 2018, la commune de Villerouge-Termenès est classée en zone 3, à savoir zone à potentiel radon significatif.

## Histoire

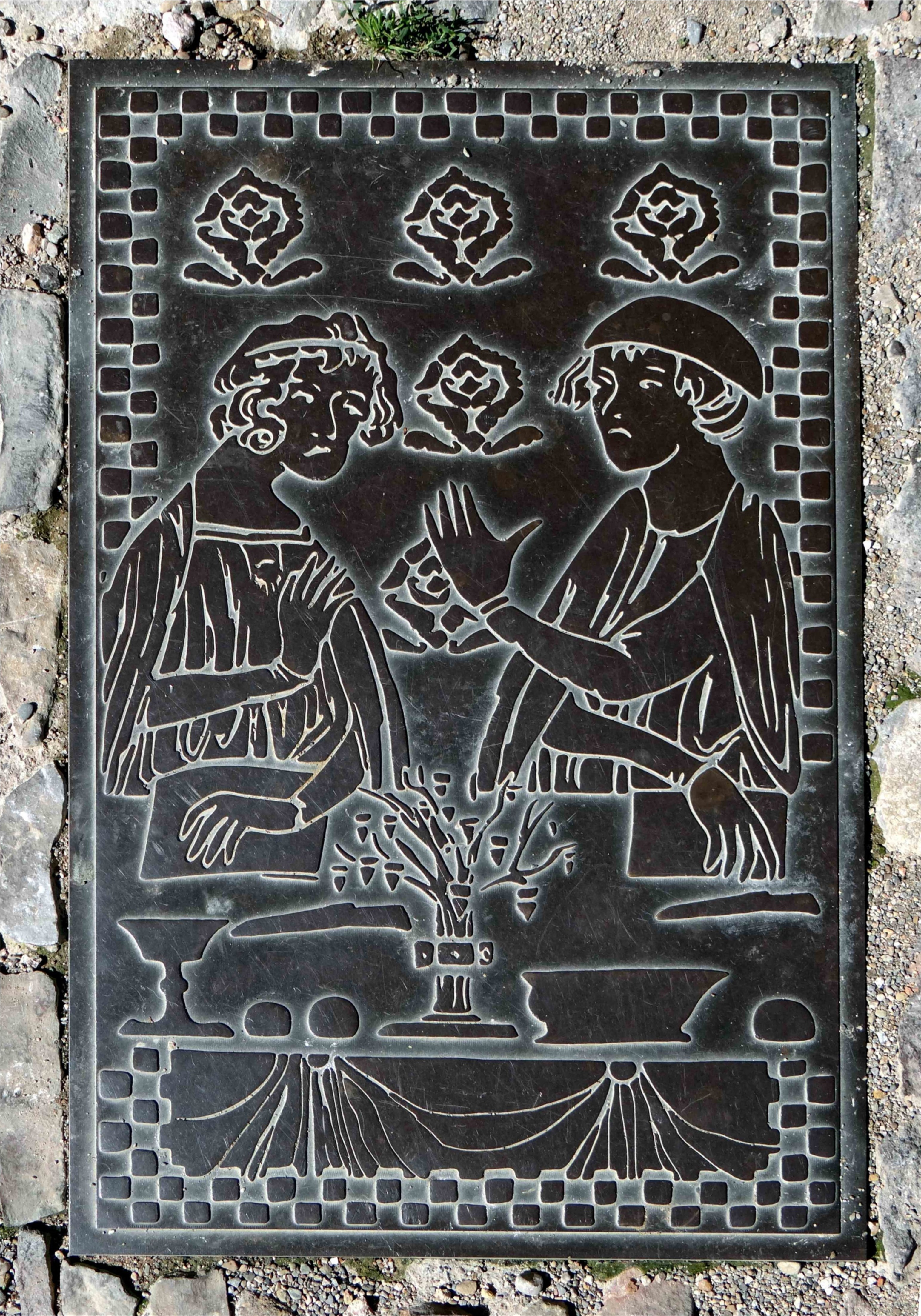
Plaque commémorative représentant Bélibaste et son compagnon cathare Philippe d'Alairac

Vers 1070, Villerouge est une possession de l'archevêque de Narbonne Guifré de Cerdagne. Il l'inféode au seigneur de Peyrepertuse, Bérenger Pierre. Villerouge fait partie de la dot de la fille de Bérenger Pierre, lors de son mariage avec Pierre-Olivier de Termes. Ces seigneurs sont excommuniés par le successeur de Guifré, l'archevêque Dalmace (1081-1097) et le seigneur de Termes ne rend le fief à l'archevêque Richard de Millau qu'en 1112.
En 1267, le chevalier Guillem Hug de Serralongue dédommage les habitants de Villerouge en Termenès pour la chevauchée qu'il y a menée et où il a causé de nombreux dégâts.
Guillaume Bélibaste, dernier "parfait cathare" hérétique, y fut brûlé en 1321.
16 mai 1962 : Villerouge devient Villerouge-Termenès.

## Politique et administration
| Période                                  | Période   | Identité           | Étiquette | Qualité |
| ---------------------------------------- | --------- | ------------------ | --------- | --- |
| avant 1981                               | ?         | Auguste Marcy      | PS        | |
|                                          |           | Paul Séguy         |           | |
| mars 1995                                | juin 2012 | Éric Andrieu       | PS        | Conseiller général de 1988 à 2004, conseiller régional depuis 1998, vice-président du conseil régional de Languedoc-Roussillon de 2004 à 2010, président du Pays Corbières-Minervois, député européen de 2012 à 2023 |
| juin 2012                                | mai 2020  | Philippe Brûlé (d) | DVG       | |
| mai 2020                                 | En cours  | Michel Ponçot (d)  | DVG       | |
| Les données manquantes sont à compléter. |           |                    |           | |

## Démographie
L'évolution du nombre d'habitants est connue à travers les recensements de la population effectués dans la commune depuis 1793. Pour les communes de moins de 10 000 habitants, une enquête de recensement portant sur toute la population est réalisée tous les cinq ans, les populations de référence des années intermédiaires étant quant à elles estimées par interpolation ou extrapolation. Pour la commune, le premier recensement exhaustif entrant dans le cadre du nouveau dispositif a été réalisé en 2008.

En 2022, la commune comptait 163 habitants, en évolution de +13,99 % par rapport à 2016 (Aude : +2,65 %, France hors Mayotte : +2,11 %).
| 1793 | 1800 | 1806 | 1821 | 1831 | 1836 | 1841 | 1846 | 1851 |
| ---- | ---- | ---- | ---- | ---- | ---- | ---- | ---- | ---- |
| 310  | 300  | 321  | 378  | 292  | 420  | 410  | 371  | 417  |

| 1856 | 1861 | 1866 | 1872 | 1876 | 1881 | 1886 | 1891 | 1896 |
| ---- | ---- | ---- | ---- | ---- | ---- | ---- | ---- | ---- |
| 395  | 411  | 381  | 350  | 331  | 336  | 323  | 288  | 275  |

| 1901 | 1906 | 1911 | 1921 | 1926 | 1931 | 1936 | 1946 | 1954 |
| ---- | ---- | ---- | ---- | ---- | ---- | ---- | ---- | ---- |
| 283  | 250  | 268  | 258  | 269  | 269  | 240  | 261  | 250  |

| 1962 | 1968 | 1975 | 1982 | 1990 | 1999 | 2006 | 2008 | 2013 |
| ---- | ---- | ---- | ---- | ---- | ---- | ---- | ---- | ---- |
| 210  | 176  | 140  | 146  | 154  | 158  | 158  | 158  | 140  |

| 2018 | 2022 | - | - | - | - | - | - | - |
| ---- | ---- | - | - | - | - | - | - | - |
| 152  | 163  | - | - | - | - | - | - | - |

## Économie

### Revenus
En 2018 (données Insee publiées en septembre 2021), la commune compte 81 ménages fiscaux, regroupant 151 personnes. La médiane du revenu disponible par unité de consommation est de 17 290 € (19 240 € dans le département).

### Emploi
| Division       | 2008   | 2013   | 2018   |
| -------------- | ------ | ------ | ------ |
| Commune        | 8,9 %  | 22,1 % | 20,7 % |
| Département    | 10,2 % | 12,8 % | 12,6 % |
| France entière | 8,3 %  | 10 %   | 10 %   |

En 2018, la population âgée de 15 à 64 ans s'élève à 92 personnes, parmi lesquelles on compte 73,9 % d'actifs (53,3 % ayant un emploi et 20,7 % de chômeurs) et 26,1 % d'inactifs,. En 2018, le taux de chômage communal (au sens du recensement) des 15-64 ans est supérieur à celui de la France et du département, alors qu'il était inférieur à celui du département en 2008.
La commune est hors attraction des villes,. Elle compte 27 emplois en 2018, contre 26 en 2013 et 38 en 2008. Le nombre d'actifs ayant un emploi résidant dans la commune est de 52, soit un indicateur de concentration d'emploi de 51,8 % et un taux d'activité parmi les 15 ans ou plus de 53,3 %.
Sur ces 52 actifs de 15 ans ou plus ayant un emploi, 21 travaillent dans la commune, soit 40 % des habitants. Pour se rendre au travail, 84,6 % des habitants utilisent un véhicule personnel ou de fonction à quatre roues, 1,9 % les transports en commun, 3,8 % s'y rendent en deux-roues, à vélo ou à pied et 9,6 % n'ont pas besoin de transport (travail au domicile).

### Activités hors agriculture

#### Secteurs d'activités
14 établissements sont implantés à Villerouge-Termenès au 31 décembre 2019.
Le secteur du commerce de gros et de détail, des transports, de l'hébergement et de la restauration est prépondérant sur la commune puisqu'il représente 35,7 % du nombre total d'établissements de la commune (5 sur les 14 entreprises implantées à Villerouge-Termenès), contre 32,3 % au niveau départemental.

### Revenus de la population et fiscalité
Le nombre de ménages fiscaux en 2013 était de 74 représentant 142 personnes et la  médiane du revenu disponible par unité de consommation  de 14 108 €.

### Agriculture
|               | 1988 | 2000 | 2010 | 2020 |
| ------------- | ---- | ---- | ---- | ---- |
| Exploitations | 38   | 17   | 10   | 8    |
| SAU (ha)      | 632  | 805  | 107  | 303  |

La commune est dans la « Région viticole » de l'Aude, une petite région agricole occupant une grande partie centrale du département, également dénommée localement « Corbeilles Minervois et Carcasses-Limouxin ». En 2020, l'orientation technico-économique de l'agriculture  sur la commune est la polyculture et/ou le polyélevage. Huit exploitations agricoles ayant leur siège dans la commune sont dénombrées lors du recensement agricole de 2020 (38 en 1988). La superficie agricole utilisée est de 303 ha,,.

### Emploi
En 2014, le nombre total d’emploi dans la zone était de 23, occupant 41 actifs résidants (salariés et non salariés).
Le taux d’activité de la population âgée de 15 à 64 ans s'élevait à  68,6 % contre un taux de chômage (au sens du recensement) de 32,2 %. Les inactifs se répartissent de la façon suivante : étudiants et stagiaires non rémunérés 3,5 %, retraités ou préretraités 14 %, autres inactifs 14 %.

### Entreprises et commerces
En 2015, le nombre d’établissements actifs était de 17 dont 6 dans l’agriculture-sylviculture-pêche, 2 dans l'industrie, 5 dans le commerce-transports-services divers et 4 étaient relatifs au secteur administratif.
Cette même année, 1 entreprise a été créée par un auto-entrepreneur.

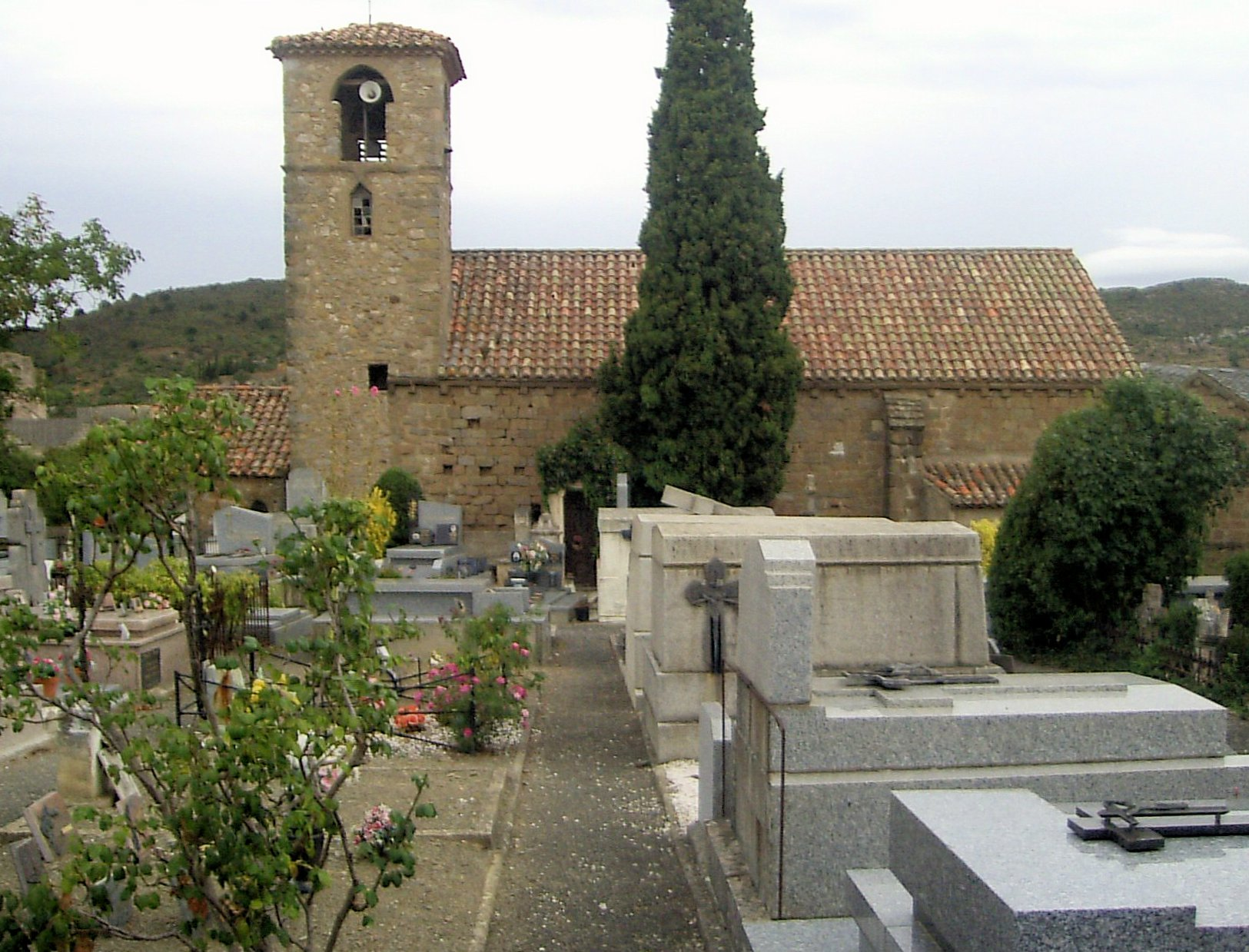
L'église Saint-Étienne.

## Culture locale et patrimoine

### Lieux et monuments
- Château de Villerouge-Termenès

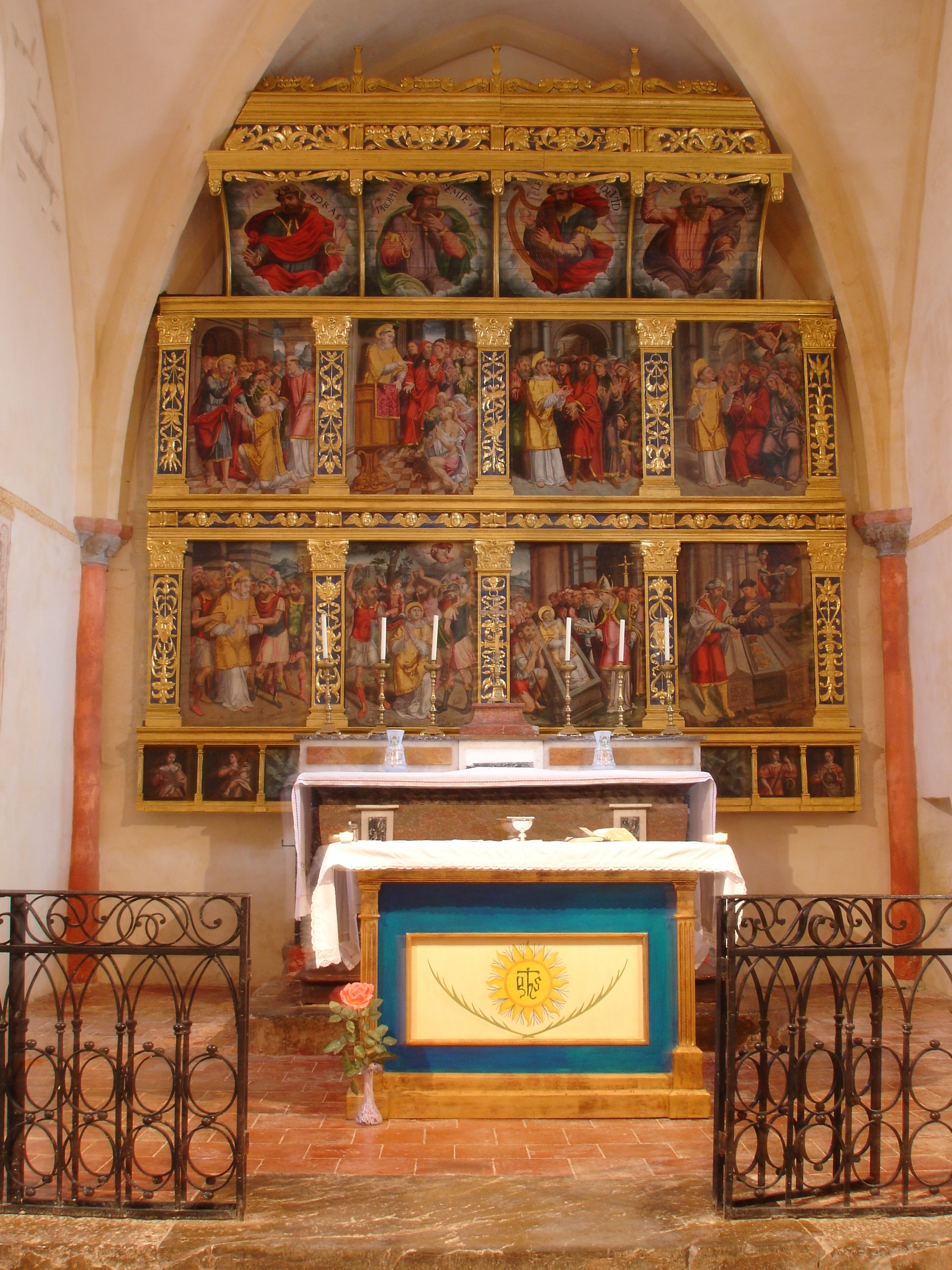
Retable et chœur de l'église du village.

Au cœur d'un village médiéval se trouve un château se développant selon un plan quadrangulaire marqué par quatre fortes tours d'angle ; c'est là que fut brûlé le dernier Parfait cathare en 1321, (Guilhem Bélibaste).
Autrefois enclos dans ses remparts, Villerouge-Termenès a préservé en son centre le château de l'archevêque de Narbonne, seigneur du lieu au XIVe siècle.
Aujourd'hui, le corps du château abrite une exposition permanente divisée en trois registres : au rez-de-chaussée, Bélibaste ; au premier étage, l'archevêque de Narbonne ; au deuxième étage, le château et son village. En 1997, une rôtisserie médiévale a ouvert ses portes dans l'enceinte du château et propose de véritables mets du Moyen Âge au grand public.
- L'église Saint-Étienne. L'édifice a été classé au titre des monuments historiques en 1913[41]. Le Retable du maître-autel est classé au titre objet des monuments historiques en 1907[42].
- La croix de chemin de Villerouge-Termenès.
- Le village est inscrit au titre des sites naturels depuis 1942[43].

### Personnalités liées à la commune
- Guilhem Bélibaste, dernier parfait cathare occitan.
- Olivier de Termes (1200-1274), seigneur de Termes et coseigneur de Villerouge.

### Héraldique
| Blason de Villerouge-Termenès | Blason  | De gueules à la mitre d’or senestrée d’une crosse abbatiale du même. |
| Blason de Villerouge-Termenès | Détails | Le statut officiel du blason reste à déterminer.                     |